# Arbeitsgemeinschaft Sicherheit im Sport

Das Logo der Arbeitsgemeinschaft Sicherheit im Sport (ASiS)

Die Arbeitsgemeinschaft Sicherheit im Sport (ASiS) (gegründet 1992, aufgelöst im Juli 2015) war ein Zusammenschluss von Institutionen und Personen, die sich mit der Erarbeitung von Strategien und Maßnahmen zur Prävention von Unfällen und Verletzungen im Sport befasste.
In der ASiS wurden aktuelle Erkenntnisse zur Sportunfallforschung diskutiert und in sportpraktische Präventivmaßnahmen umgesetzt. Eine weitere Aufgabe war die Sensibilisierung der Öffentlichkeit, der Politik und Fachwelt sowie der Verantwortlichen im Sport in Bezug auf das Thema Sicherheit und Unfallverhütung. Der Großteil der Mitgliedsorganisationen und beteiligten Personen führen die Aktivitäten seit Mai 2015 im Rahmen der am 19. Mai 2015 gegründeten Stiftung Sicherheit im Sport weiter. 

## Mitglieder
Zuletzt hatte die ASiS folgende Mitgliedsinstitutionen und Ehrenmitglieder (in Klammern wird jeweils der Vertreter und ggf. seine Funktion in der jeweiligen Institution genannt):
- ARAG Allgemeine Versicherungs-AG – Sportversicherung (David Schulz, Leiter der Auswertungsstelle für Sportunfälle)
- BARMER GEK (Klaus Möhlendick)
- Bundesinstitut für Sportwissenschaft (BISp; Peter Stehle, Leiter Fachgebiet Medizin)
- Deutsche Gesetzliche Unfallversicherung (DGUV; Andrew Orrie, Leiter Referat "Schulen" in der Abteilung Sicherheit und Gesundheit)
- Deutsche Sporthochschule Köln (DSHS-Köln; Jens Kleinert, Leiter der Abteilung Gesundheit & Sozialpsychologie des Psychologischen Instituts)
- Landessportbund Nordrhein-Westfalen e.V. (LSB NRW; Claus Weingärtner, Gruppenleiter Wissensmanagement und Neue Medien)
- Ruhr-Universität Bochum (RUB; Thomas Henke, Leiter des Arbeitsbereiches Sportunfallforschung und -prävention am Lehrstuhl für Sportmedizin und Sporternährung;  Gernot Jendrusch, Leiter des Arbeitsbereiches Sinnesleistungen im Sport am Lehrstuhl für Sportmedizin und Sporternährung;  Petra Platen, Inhaberin des Lehrstuhls für Sportmedizin und Sporternährung)
- TÜV Süd (Peter Schaff, Geschäftsbereichsleitung / CEO der TÜV SÜD Management Service GmbH)
- Unfallkasse Nordrhein-Westfalen (UK-NRW; Sven Dieterich)
- Universität Stuttgart (Wilfried Alt, Institut für Sport- und Bewegungswissenschaft)
- Verwaltungs-Berufsgenossenschaft (VBG; Norbert Moser)

Ehrenmitglieder:
- Heribert Gläser (Ehem. Leiter der Auswertungsstelle für Sportunfälle der ARAG Allgemeine Versicherungs-AG – Sportversicherung)
- Heiner Schumann (ehemaliger Vorsitzender der ASiS, ehemaliger Leiter des Fachbereiches Medizin und Naturwissenschaften des Bundesinstituts für Sportwissenschaft (BISp))

## Vorsitz
Letzte Vorsitzende der ASiS war Petra Platen vom Lehrstuhl für Sportmedizin und Sporternährung der Ruhr-Universität Bochum.

## Geschichte
Die ASiS wurde 1992 gegründet unter dem Vorsitz von Horst de Marées (ehem. Direktor des Bundesinstitutes für Sportwissenschaft (BISp)). Gründungsmitglieder waren die ARAG Allgemeine Versicherungs-AG – Sportversicherung, das Bundesinstitut für Sportwissenschaft (BISp), die Bundesarbeitsgemeinschaft der Unfallversicherungsträger der öffentlichen Hand (BAGUV) als Vorgängerin der Deutschen Gesetzlichen Unfallversicherung (DGUV), der Gemeindeunfallversicherungsverband Westfalen-Lippe als Vorgängerinstitution der Unfallkasse Nordrhein-Westfalen (UK-NRW), die Ruhr-Universität Bochum (RUB), der TÜV Product Service, Bayern (TÜV Süd) und die Verwaltungs-Berufsgenossenschaft (VBG). Die ASiS wurde nach Beschluss der Mitglieder im Juli 2015 aufgelöst.

## Aktivitäten
Die ASiS veröffentlichte insgesamt 14 Broschüren zur Prävention von Sportverletzungen. Diese entstanden u. a. im Resultat von Datenbankenanalysen zu Sportunfällen, die von Mitgliedern der ASiS bereitgestellt wurden. Die Informationsmaterialien der ASiS zur Sportunfallprävention berücksichtigten den aktuellen wissenschaftlichen und sportpraktischen Erkenntnisstand aus der Literatur sowie  Ergebnisse von Expertengesprächen.
Die ASiS war international vernetzt. Zusammen mit der Beratungsstelle für Unfallverhütung (Schweiz) und dem Kuratorium für Verkehrssicherheit (Österreich) veranstaltete die ASiS von 2000 bis 2009 fünf Dreiländerkongresse „Sicherheit im Sport“ und veröffentlichte die dazugehörigen Kongressbände. Seit 2010 wird diese Kongressreihe als D-A-CH-Symposium "Sicherheit im Sport" fortgeführt, auf dem sich die teilnehmenden Institutionen auf fachlicher Ebene über aktuelle Themen der Sportunfallforschung und -prävention austauschen.
Dem Erkenntnistransfer aus der Wissenschaft in die Sportpraxis dienten die von der ASiS seit 2001 in Kooperation mit verschiedenen Landessportbünden und anderen (Sport-)Verbänden veranstalteten Trainerworkshops zur Sportunfallprävention, auf denen Trainer und Übungsleiter von einem Team bestehend aus Sportmedizinern, Physiotherapeuten, Sportwissenschaftlern und Spitzentrainern theoretisch und sportpraktisch geschult wurden.
Die Mitglieder der ASiS trafen sich seit 1992 zweimal pro Jahr und diskutierten die aktuellen Entwicklungen auf dem Gebiet der Sportunfallprävention.